# خرده‌جنایت‌های زناشوهری
خرده جنایت‌های زن و شوهری (به فرانسوی: Petits crimes conjugaux) نمایشنامه‌ای از اریک امانوئل اشمیت است. داستان زوجی است در پی حقیقت که نویسندهٔ آن تحلیلی ظریف از زندگی زناشویی ارائه می‌دهد.